# Kurt Wachholz
Kurt Willi Wachholz (* 10. August 1909 in Calau; † 28. April 1969 in Leipzig) war ein deutscher SS-Hauptscharführer, SD-Mann und Aufseher des Gestapo-Gefängnisses in der Kleinen Festung Theresienstadt.
Wachholz wurde 1968 vom Ostberliner Stadtgericht auf Grund seiner begangenen Verbrechen gegen Kriegsgefangene und gegen die Menschlichkeit in der Zeit von 1941 bis 1945 zum Tode verurteilt und im April 1969 hingerichtet. Er wurde unter anderem wegen brutalem Mord und Grausamkeiten an 300 Häftlingen, die er zum Teil erschlagen, totgetreten oder gesteinigt und ertränkt habe, verurteilt. Weiterhin wurde er der Teilnahme an der Erschießung von mindestens 183 Menschen in über 25 Erschießungsaktionen für schuldig befunden.
Nach dem Krieg lebte der verheiratete Wachholz zunächst unerkannt in seinem südbrandenburgischen Heimatort in Zinnitz, Stadt Calau, und ging einer Tätigkeit als Transportarbeiter nach. Nach seiner Identifizierung, aufgrund der Amtshilfe tschechoslowakischer Behörden beziehungsweise bedingt durch die Möglichkeit, dass die DDR-Strafverfolgung seit 1965 Zugang zu den Akten der ČSSR erhielt, wurde Wachholz am 19. Februar 1968 festgenommen. Er kam in Untersuchungshaft; im August 1968 folgte die Anklage als mutmaßlicher NS-Kriegsverbrecher. Am 26. November 1968 wurde vor dem 1. Strafsenat des Stadtgerichts von Groß-Berlin unter dem Vorsitz des Stadtgerichtsdirektors Ernst Brunner der Strafprozess eröffnet. Nach neun Verhandlungstagen, einschließlich einer Tatortbesichtigung in Theresienstadt, beantragte der Generalstaatsanwalt der DDR Gerhard Friedrich am 11. Dezember die Verhängung der Todesstrafe. Das Urteil wurde am 13. Dezember verkündet mit der Begründung, Wachholz habe teilweise selbständig und teilweise gemeinschaftlich und wiederholt Kriegsverbrechen und Verbrechen gegen die Menschlichkeit begangen. Das Todesurteil wurde in der zentralen Hinrichtungsstätte der DDR in Leipzig durch Erschießung vollzogen.
Eine politische Dimension hatte das Datum des Prozessbeginns dadurch, dass an diesem Tag die Vollversammlung der UNO über die Nichtanwendung von Verjährungsfristen bei Kriegsverbrechen beriet.